# Jane Clerk
Jane Clerk, var en engelsk kvinna som anklagades för häxeri. 
Hon var bosatt i Great Wigston. Tillsammans med sin son och dotter åtalades hon år 1717 inför Leicester Assizes för att ha skapat en epidemi av en underlig sjukdom bland sina grannar, då flera personer i det samhälle hon bodde i hade insjuknat i en underlig sjukdom, där de hade spytt bland annat stenar och bin. 
De tre åtalade utsattes för traditionella häxprov; bland dem vattenprovet, som de misslyckades med; kroppsundersökningar efter djävulsmärket, som återfanns; och blev klösta för att mista sin magiska kraft. När fallet kom inför en högre domstol underkändes det; den lägre rätten som hade utsatt de åtalade för häxproven varnades för att dessa var olagliga, och de åtalade frikändes trots att tjugofem grannar vittnade mot dem. 
Fallet betraktas som det sista fall där myndigheterna försökte få de åtalade dömda. Det förekom flera fall under 1720-talet, men dessa blev alla rutinartat avvisade av domstolarna och togs inte på allvar.  